# Nancy Bell (Schauspielerin)
Nancy Ellen Bell (* 24. August 1967) ist eine Schauspielerin und Drehbuchautorin.

## Karriere
Bell hatte 1993 ihren ersten Fernsehauftritt in der Serie Springfield Story. Weitere Auftritte in Fernsehserien folgten, wie etwa in Law & Order (1994), Chicago Hope – Endstation Hoffnung (1998), Star Trek: Raumschiff Voyager (1999), Law & Order: Special Victims Unit (2003), Numbers – Die Logik des Verbrechens (2006) und Reich und Schön (2007–2009), in welcher sie die Dr. Marsha Caron verkörperte. Filme, in denen Bell spielte, sind unter anderem der Kurzfilm Heavy Blow (1994), Durst – Die Epidemie (1998) und Loudmouth Soup (2005) in dem sie die Hauptrolle Blake Barker innehat und sich auch am Drehbuch beteiligte.

## Filmografie (Auswahl)
- 1993: Springfield Story (The Guiding Light, Fernsehserie, eine Folge)
- 1994: Law & Order (Fernsehserie, eine Folge)
- 1994: Heavy Blow (Kurzfilm)
- 1997: NewsRadio (Fernsehserie, eine Folge)
- 1998: Verrückt nach dir (Mad About You, Fernsehserie, eine Folge)
- 1998: Chicago Hope – Endstation Hoffnung (Chicago Hope, Fernsehserie, eine Folge)
- 1998: Durst – Die Epidemie (Thirst, Fernsehfilm)
- 1998: The Journey of Allen Strange (Fernsehserie, eine Folge)
- 1999: Star Trek: Raumschiff Voyager (Star Trek: Voyager, Fernsehserie, eine Folge)
- 1999: Payne (Fernsehserie, eine Folge)
- 2000: Cover Me: Based on the True Life of an FBI Family (Fernsehserie, eine Folge)
- 2000: American Tragedy (Fernsehfilm)
- 2003: Law & Order: Special Victims Unit (Fernsehserie, eine Folge)
- 2004: Century City (Fernsehserie, eine Folge)
- 2005: Huff – Reif für die Couch (Huff, Fernsehserie, eine Folge)
- 2005: Loudmouth Soup
- 2005: Supernatural – Zur Hölle mit dem Bösen (Supernatural, Fernsehserie, eine Folge)
- 2006: Numbers – Die Logik des Verbrechens (Numb3rs, Fernsehserie, eine Folge)
- 2006: Little Man
- 2007: Medium – Nichts bleibt verborgen (Medium, Fernsehserie, eine Folge)
- 2007: The Sitter – Das Kindermädchen (While the Children Sleep)
- 2007–2009: Reich und Schön (The Bold and the Beautiful, Fernsehserie, 13 Folgen)
- 2008: Possession
- 2014: Dead Hearts
- 2014: See No Evil 2
- 2015: Olympus (Fernsehserie)